# Engine Sentai Go-onger: Boom Boom! Bang Bang! GekijōBang!!
Engine Sentai Go-onger: Boom Boom! Bang Bang! GekijōBang!! (炎神戦隊ゴーオンジャー　BUNBUN！BANBAN！劇場BANG!! Enjin Sentai Gōonjā Bunbun! Banban! Gekijōban!!?) es la adaptación cinematográfica de la serie de la franquicia Super Sentai Series Engine Sentai Go-onger. Se estrenó en los cines de Japón el 9 de agosto de 2008, en un programa doble con la película de Kamen Rider Kiva.

## Personajes de la Serie
| Actor             | Personaje       | Título       |
| ----------------- | --------------- | ------------ |
| Yasuhisa Furuhara | Sōsuke Esumi    | Go-on Red    |
| Shinwa Kataoka    | Renn Kōsaka     | Go-on Blue   |
| Rina Aizawa       | Saki Rōyama     | Go-on Yellow |
| Masahiro Usui     | Hant Jō         | Go-on Green  |
| Kenji Ebisawa     | Gunpei Ishihara | Go-on Black  |
| Hidenori Tokuyama | Hiroto Sutō     | Go-on Gold   |
| Yumi Sugimoto     | Miu Sutō        | Go-on Silver |

## Personajes exclusivos de la película
Ellos se encuentran ubicados en un Castillo llamado ""Castillo Maken" (魔剣城, Makenjō?). 
| Actor | Personaje    |
| ----- | ------------ |
| Sonim | Empress Maki |
|       | Raiken       |
|       | Gokumaru     |

## Guerreros de la Llama
Los Guerreros de la Llama son 3 samuráis que luchan contra el régimen de la emperatriz Maki, sin embargo al robarles sus Engine Cast, intentaron utilizar los de Speedor, Bus-on y Bearrv, fallando en su intento. Cuando las Go-on Alas recuperaron sus Cast, se transforman en los Engines que dan vida al legendario Engine Daishogun (炎神大将軍|Enjin DaiShōgun). Una Versión Samurái del Engine-Oh.
| Engine              | Descripción                  |
| ------------------- | ---------------------------- |
| Engine Retsu-Taka   | Retsu-Taka                   |
| Engine ShishiNoshin | ShishiNoshin                 |
| Engine TsukiNowa    | TsukiNowa                    |
| Engine Daishogun    | Unión de los 3 Zords Samurái |

- Guerrero Honoshu Retsutaka (炎衆の戦士・烈鷹 Honōshū no Senshi Retsutaka, Halcón Ardiente): Es un joven guerrero samurái que es el líder de los Honoshu. Su verdadera forma es el Engine Retsu-Taka (炎神烈鷹 Enjin Retsutaka), la contraparte de Speedor del Mundo Samurái, un híbrido entre un cóndor y un auto de carreras que forman la parte de arriba del cuerpo y la cabeza del Engine Dai-Shogun. Antes de esto, para que su Engine Cast no fuera usado para el mal una vez que se fuera, él separó una parte de su alma en la Engine Espada él creó y se dio dos hermanos para que lo protegieran.

- Guerrero Honoshu Shishinoshin: Es un híbrido entre un León Asiático y un autobús. Su apodo es "León Móvil".

- Guerrera Honoshu Tsukinowa: Es un híbrido entre un Oso Negro Asiático y un RV. Su apodo es "Luna Creciente".

## Reparto
- Sōsuke Ezumi/Go-on Red - Yasuhisa Furuhara (古原 靖久 Furuhara Yasuhisa?)
- Renn Kōsaka/Go-on Blue - Shinwa Kataoka (片岡 信和 Kataoka Shinwa?)
- Saki Rōyama/Go-on Yellow - Rina Aizawa (逢沢 りな Aizawa Rina?)
- Hant Jō/Go-on Green - Masahiro Usui (碓井 将大 Usui Masahiro?)
- Gunpei Ishihara/Go-on Black - Kenji Ebisawa (海老澤 健次 Ebisawa Kenji?)
- Hiroto Sutō/Go-on Gold - Hidenori Tokuyama (徳山 秀典 Tokuyama Hidenori?)
- Miu Sutō/Go-on Silver - Yumi Sugimoto (杉本 有美 Sugimoto Yumi?)
- Kegalesia - Nao Oikawa (及川 奈央 Oikawa Nao?)
- Empress Maki - Sonim (ソニン Sonin?)
- Retsu-Taka - Kento Handa (半田 健人 Handa Kento?)
- Shishi-no-Shin - Jyunichi Haruta (春田 純一 Haruta Jun'ichi?)
- Tsuki-no-Wa - Mika Kikuchi (菊地 美香 Kikuchi Mika?)

### Actores de Voz
- Speedor - Daisuke Namikawa (浪川 大輔 Namikawa Daisuke?)
- Bus-on - Hisao Egawa (江川 央生 Egawa Hisao?)
- Bearrv - Miki Inoue (井上 美紀 Inoue Miki?)
- Birca - Sōichirō Hoshi (保志 総一朗 Hoshi Sōichirō?)
- Gunpherd - Kenji Hamada (浜田 賢二 Hamada Kenji?)
- Carrigator - Kyōsei Tsukui (津久井 教生 Tsukui Kyōsei?)
- Toripter - Shizuka Ishikawa (石川 静 Ishikawa Shizuka?)
- Jetras - Kiyotaka Furushima (古島 清孝 Furushima Kiyotaka?)
- Jum-bowhale - Tomomichi Nishimura (西村 知道 Nishimura Tomomichi?)
- Bomper - Akiko Nakagawa (中川 亜紀子 Nakagawa Akiko?)
- Yogostein - Kiyoyuki Yanada (梁田 清之 Yanada Kiyoyuki?)
- Kitaneidas - Mitsuaki Madono (真殿 光昭 Madono Mitsuaki?)
- Raiken - Naoya Uchida (内田 直哉 Uchida Naoya?)
- Gokumaru - Masaya Matsukaze (松風 雅也 Matsukaze Masaya?)